# Hyalophora

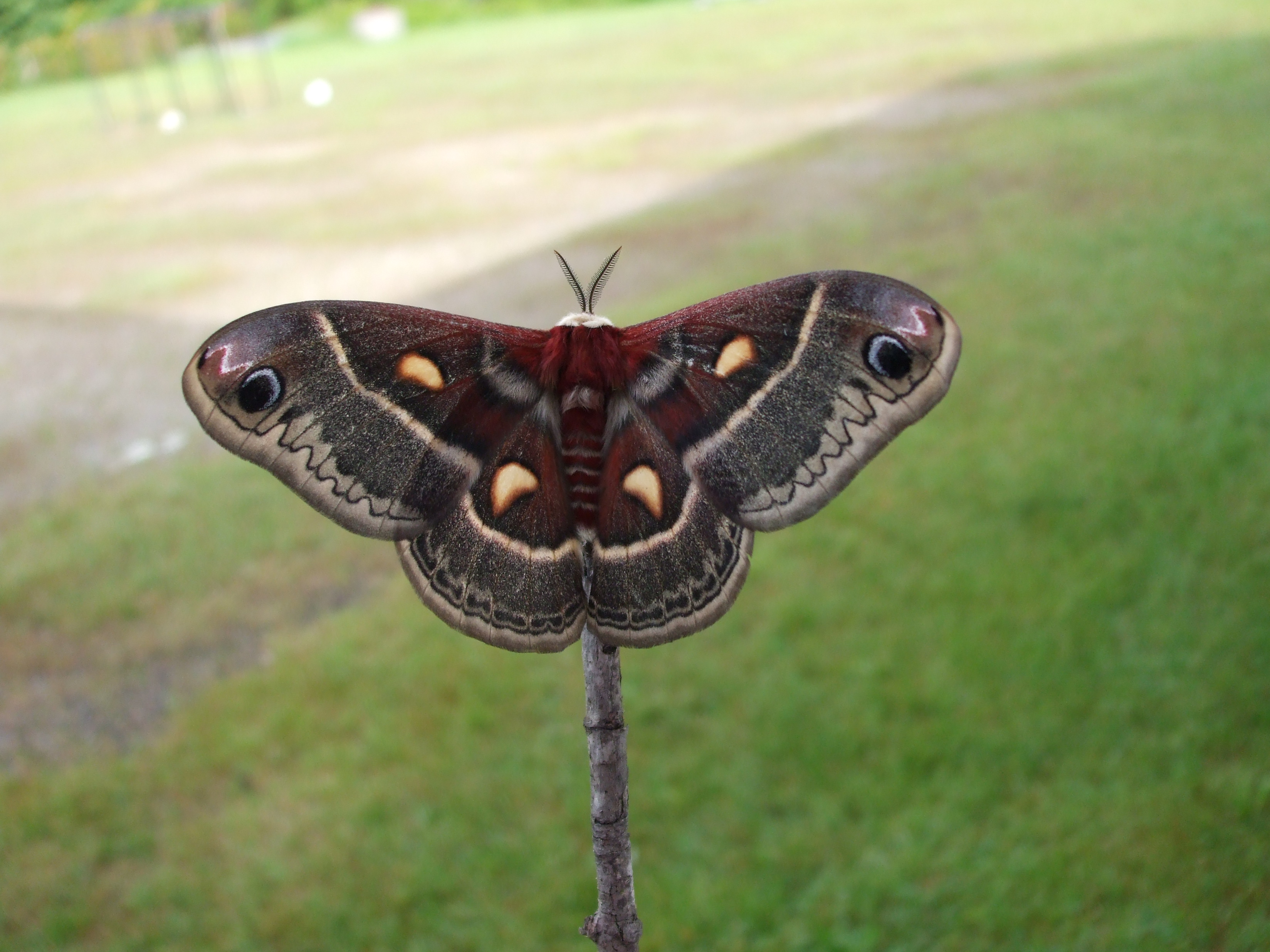
Hyalophora columbia

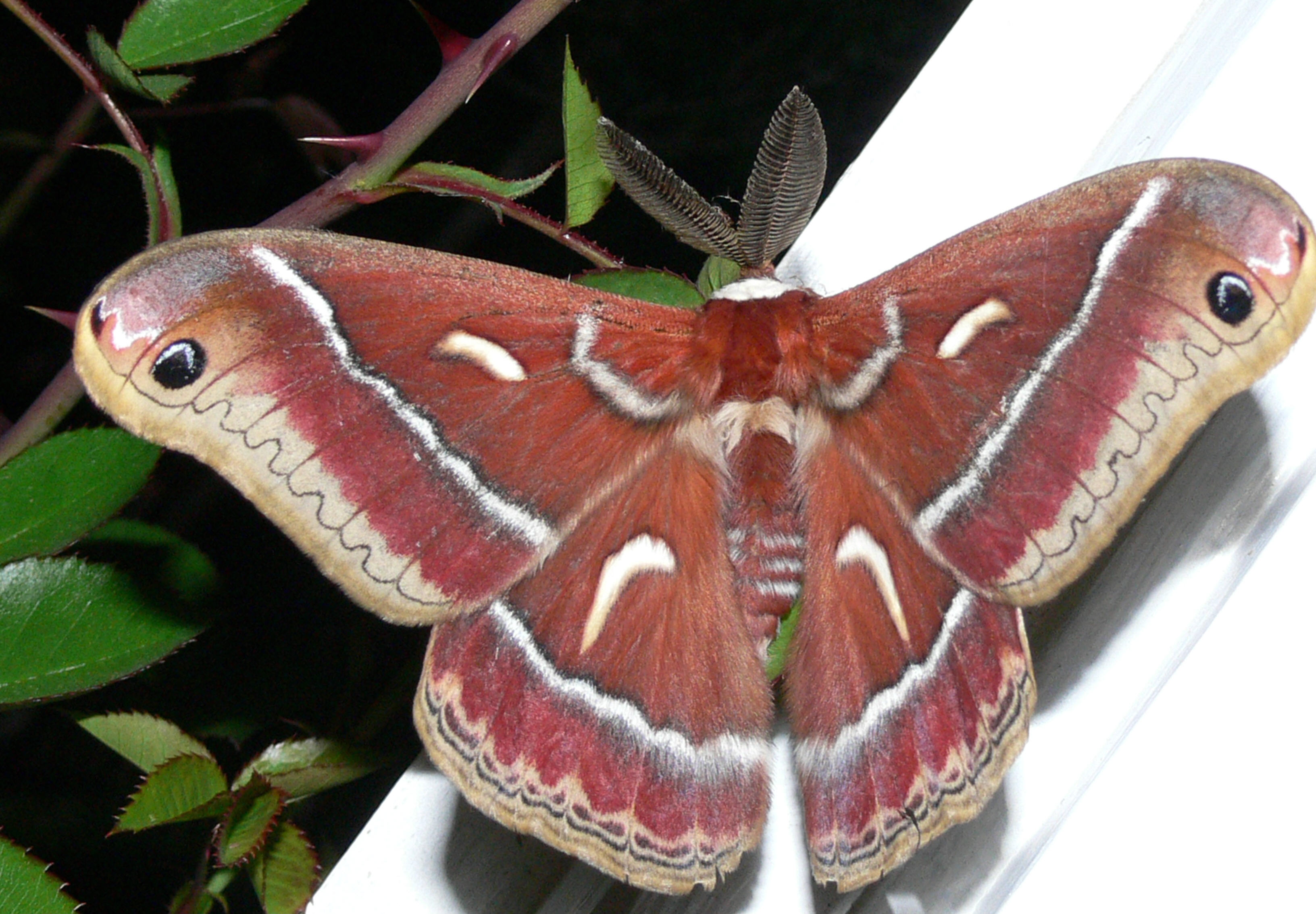
Hyalophora euryalus, Männchen

Hyalophora ist eine Gattung der Schmetterlinge aus der Familie der Pfauenspinner (Saturniidae). The Global Lepidoptera Names Index des Natural History Museum listet drei Arten in dieser Gattung. Die Gattung umfasst in ihrer Hierarchie Taxa mit normalem Unterartstatus, Arten an der Grenze zum Artstatus und vollwertige Arten, weswegen die angegebene Art- bzw. Unterartanzahl je nach Autor schwankt. Auch können alle Arten miteinander im Labor hybridisiert werden und Hybride treten selten auch in der Natur auf. Hyalophora cecropia ist besonders bekannt, da die Art sowohl im Freiland, als auch im Labor als Untersuchungsobjekt Verwendung findet. Das Verbreitungsgebiet der Gruppe erstreckt sich über Nordamerika.

## Merkmale
Die Falter sehen denen von Callosamia sehr ähnlich. Anders als bei diesen, tritt bei Hyalophora kein Sexualdimorphismus auf. Der Diskalfleck ist oval oder kommaförmig und nicht gewinkelt.
Die Raupen der unterschiedlichen Hyalophora-Arten unterscheiden sich deutlich voneinander, haben jedoch alle vergrößerte stachelige Scoli am zweiten und dritten Segment des Thorax, sowie am ersten Hinterleibssegment. Diese Scoli sind gelb bis orange oder rot gefärbt. Die übrigen Scoli am Rücken der Tiere sind in der Regel gelb, die seitlichen Scoli sind bläulich. Insbesondere die älteren Raupen können nach Campher riechen.

## Vorkommen
Die Gattung ist vor allem in den gemäßigten Breiten Nordamerikas und bis in den Norden Kanadas verbreitet, wo die Art im Vergleich zu den übrigen Pfauenspinnerarten auch weiter im Norden auftritt.

## Lebensweise
Alle Arten bringen eine Generation pro Jahr hervor, obwohl sie ein großes Verbreitungsgebiet besiedeln. Die Imagines haben einen deutlichen Moschusgeruch. Die Paarung findet bei allen Arten in der Regel in den frühen Morgenstunden statt und beginnt kurz vor Sonnenaufgang. Alle Arten verwenden zum Anlocken der Partner vermutlich das gleiche Pheromon, da auch Partner von unterschiedlichen Arten angelockt werden. Die Raupen von Hyalophora columbia ernähren sich nahezu monophag von Lärchen (Larix), die übrigen Arten und davon insbesondere Hyalophora cecropia ernähren sich von einer Vielzahl verschiedener Laubbäume und -sträucher.
Der Kokon wird längs an einem Ast oder Zweig angebracht. Er ist doppelwandig und hat dazwischen eine locker gesponnene Zwischenschicht. Bei manchen Arten ist der Kokon gut in seiner Umgebung getarnt.
Unter Laborbedingungen wurden Hybride aus sämtlichen Arten der Gattung gezüchtet. Dabei sind die daraus resultierenden Männchen sogar fortpflanzungsfähig, die Weibchen sind es normalerweise nicht. In der Natur treten Hybride selten auf.

## Taxonomie und Systematik
Die Falter sehen denen der Gattung Callosamia ähnlich, weswegen letztere von Michener in seiner Arbeit aus dem Jahr 1952 gemeinsam mit Eupackardia als Untergattungen zu Hyalophora gestellt wurden. Auf Grund von Unterschieden in der Morphologie der Raupen, der Kokons und der Lebensweise werden die Gruppen jedoch mittlerweile als eigenständige Gattungen anerkannt. Es wird darüber diskutiert, ob eine vierte Art, Hyalophora gloveri existiert, oder ob es sich dabei nur um eine Unterart von Hyalophora columbia handelt.
The Global Lepidoptera Names Index des Natural History Museum listet folgende Arten der Gattung:
- Hyalophora cecropia (Linnaeus, 1758)
- Hyalophora euryalus (Boisduval, 1855)
- Hyalophora columbia (Smith, 1865)

## Belege